# Großmacht

Allgemeine Theorie zur Zeittafel der Großmächte (seit 1815)

Als Großmacht bezeichnet man einen Staat, der einen wesentlichen geopolitischen Einfluss hat.

## Begriff

### Begriffsbestimmung
Der Brockhaus definiert den Begriff „Großmacht“ als Bezeichnung „für einen Staat, dessen Stellungnahme im internationalen Leben (Diplomatie, Friedensschlüsse, Kongresse) berücksichtigt werden musste, weil er sich sogar im Kampf mit der Mehrzahl der anderen Großmächte machtmäßig behaupten konnte“.
Nach Erich Bayer werden diejenigen Staaten als Großmächte bezeichnet, die „einen bestimmenden Einfluss auf die Weltpolitik“ haben. Dies waren im ausgehenden 18. Jahrhundert (nach dem Ausscheiden Schwedens und Spaniens) Großbritannien, Frankreich, Russland, Preußen und Österreich. Im 19. und 20. Jahrhundert kamen die USA und Japan dazu.
Häufig wird als Kriterium für den Begriff angeführt, dass eine defensive Großmacht allein gegen jeden anderen Staat militärisch bestehen kann. Eine offensive Großmacht hingegen muss in der Lage sein, weltweit militärisch Einfluss zu üben. „Eine eindeutige und allgemein akzeptierte Definition existiert jedoch nicht, so dass es im Einzelfall umstritten sein kann, ob ein Staat als Großmacht gelten kann.“
Der Begriff kam im frühen 19. Jahrhundert auf, als die Hegemonie Frankreichs am Ende der napoleonischen Herrschaft durch die Pentarchie abgelöst wurde, eine beschränkte Kooperation der Siegermächte Russland, Österreich, Großbritannien und Preußen mit dem besiegten Frankreich, die sich auf dem Wiener Kongress herausbildete. Zunächst wurden nur diese fünf Mächte so bezeichnet.
Der Begriff ist nicht genau definiert, wird aber seit dieser Zeit auch zur Charakterisierung früherer und späterer Machtkonstellationen angewandt.

### Begriffsabgrenzung
Im Deutschen werden zur Kennzeichnung einer Großmachtstellung hauptsächlich Wörter auf -macht verwendet, unter anderem Großmacht, Weltmacht und Supermacht, wobei der erste Wortteil grob die Größe der Interessensphäre sowie den beigemessenen staatlichen Einfluss beschreibt.
Die Bezeichnungen Großmacht und Weltmacht sind an die Stelle des älteren Begriffs Reich getreten, wie zum Beispiel beim Römischen Reich. Der Begriff Supermacht bezieht sich ausschließlich auf die bipolare Weltordnung während des sogenannten Kalten Krieges mit den zwei überragenden Konkurrenten USA und Sowjetunion, bzw. nach dem Zerfall der Sowjetunion nur auf die Vereinigten Staaten allein.

### Anwendung des Begriffs
Eine Unterscheidung zwischen großen Mächten und kleineren Spielbällen der Weltpolitik nimmt bereits Ende des 5. Jahrhunderts v. Chr. Thukydides in seinem Melierdialog vor, indem er den Athenern den Satz in den Mund legt: „Die Starken tun, was sie wollen, die Schwachen leiden, was sie müssen!“
Die Begriffsbildung Großmacht bleibt indes der Neuzeit vorbehalten und wird deshalb nur selten zur Charakterisierung der Machtgewichtung im Altertum und Mittelalter herangezogen, wo man eher von Großreichen spricht. So werden in der historischen Fachliteratur das alte Ägypten, Babylon, das Assyrische Reich, das Reich der Hethiter, das Alt- bzw. Neupersische Reich, Karthago, Athen, Sparta, Makedonien bzw. das Alexanderreich, das Seleukidenreich, das Römische Reich und das Kaiserreich China als Großreiche bezeichnet.
Als „Großmächte“ des Frühmittelalters gelten das zum Byzantinischen Reich gewandelte Römische Reich, das Fränkische Reich, das islamische Kalifat und weiterhin China. Im Hochmittelalter entstanden aus dem Frankenreich das Heilige Römische Reich und Frankreich. Das Osmanische Reich verdrängte das Byzantinische Reich als Großmacht. Für die Zeit ihrer Blüte hatten die beiden oberitalienischen Stadtrepubliken Genua und Venedig eine Vormachtstellung im Mittelmeerraum, Ägypten erlangte in der Zeit der Ayyubiden und der Mamluken eine Großmachtstellung, die Mongolenreiche für kurze Zeit sogar eine Hegemonie in Mittel- und Ostasien. Auf dem amerikanischen Doppelkontinent etablierten sich im 15. Jahrhundert die Reiche der Inka und Azteken.

## Großmächte in der Epoche der Neuzeit
In der frühen Neuzeit hatten auf Grund ihrer Kolonien auch Spanien und Portugal weltweiten Einfluss, später gewannen die Niederlande, Russland, Schweden, Polen-Litauen, Österreich, Frankreich, England und nach dem Siebenjährigen Krieg auch Preußen eine Großmachtstellung. Mit dem Verlust einiger ihrer Kolonien bzw. Gebiete im 18. und 19. Jahrhundert verloren die iberischen Länder und die Niederlande jedoch diesen Status wieder, Schweden wurde im Großen Nordischen Krieg durch die neue Großmacht Russland zurückgedrängt. Polen-Litauen verschwand nach den drei Teilungen Polens von der Landkarte. Auf dem indischen Subkontinent etablierte sich seit dem 16. Jahrhundert das Mogulreich als Regionalmacht.
Seit Ende des Siebenjährigen Krieges bestimmte die europäische Pentarchie der zur Zeit des Wiener Kongresses erstmals wörtlich so genannten fünf Großmächte: „Die wichtigsten Entscheidungen [auf dem Wiener Kongress] fielen im Komitee der fünf Großmächte“: Großbritannien, Österreich, Preußen, Russland und Frankreich.
Im Europäischen Ausschuss der acht Signatarmächte des 1. Pariser Friedens saßen darüber hinaus noch Spanien, Portugal und Schweden. Das ehemals so mächtige Osmanische Reich galt nur noch als Regionalmacht (Kranker Mann am Bosporus).
In der Epoche des Imperialismus kamen zu den bisherigen fünf europäischen Großmächten zwei außereuropäische Staaten hinzu, die auf Grund ihrer frühen Industrialisierung Großmachtstatus erwarben: Die Vereinigten Staaten von Amerika und Japan.
Mit der Gründung des Deutschen Bundes trat nach zeitgenössischem Urteil Deutschland wieder als „Gesamtmacht in die Reihe der Mächte“, die als Hauptmächte, als grandes puissances oder als europäische Mächte von den Staaten zweiter Ordnung abgehoben wurden. In der zweiten Hälfte des 19. Jahrhunderts stieg Italien in den Kreis der Großmächte auf, Österreich wandelte sich zu Österreich-Ungarn und Preußen ging im Deutschen Kaiserreich auf. Außerhalb Europas gewannen die Vereinigten Staaten nach dem Sezessionskrieg und Japan nach dem Russisch-Japanischen Krieg eine Großmachtstellung.
Vor dem Beginn des Zweiten Weltkrieges galten das Deutsche Reich, Frankreich, Großbritannien, Italien, Japan, die Sowjetunion und die USA als Großmächte. Die Hauptsiegermächte behielten nach Kriegsende diesen Status. Der Besitz von Atomwaffen wurde ein sehr wichtiges Großmachtkriterium neben dem Status als Ständiges Mitglied des Sicherheitsrats der Vereinten Nationen. Diesen hatten nach 1945 die USA, die Sowjetunion, Großbritannien, Frankreich und China inne und bildeten insofern nominal die neue „Welt-Pentarchie“. Seit dem Kalten Krieg waren die USA und die Sowjetunion die dominierenden Großmächte, weshalb man sie auch als Supermächte bezeichnete. Bisweilen wird Russland auch heute noch als Supermacht angesehen, in erster Linie deshalb, weil das Land bis heute neben den USA das größte Nuklearwaffenarsenal besitzt.

## Heutige Situation
Allein der Besitz von Atomwaffen ist kein Kriterium für eine Großmacht. Dagegen verleiht ein ständiger Sitz im Sicherheitsrat der Vereinten Nationen wegen des Vetorechtes einen bevorrechtigten Status. Daher darf man den Reformplan der G4-Staaten Japan, Indien, Brasilien und Deutschland, der für sie einen ständigen Sitz vorsieht, als Anspruch auf eine Großmachtstellung verstehen.

## Ähnliche Begriffe
Hypermacht ist eine 1999 entstandene Begriffsschöpfung des damaligen französischen Außenministers Hubert Védrine, um die damals dominierende Stellung der USA in der Politik, Wirtschaft, Kultur, in den Massenmedien und beim Militär zu kritisieren.